# Isaac Kitts
Isaac Leonard Kitts, född 15 januari 1896 i Oswego i New York, död 1 april 1953 i Culver i Indiana, var en amerikansk ryttare.
Kitts blev olympisk bronsmedaljör i dressyr vid sommarspelen 1932 i Los Angeles.